# 藤澤順一
藤澤 順一（ふじさわ まさかず、1940年（昭和15年）8月24日 - ）は、日本の政治家。元茨城県つくば市長（2期）、元茨城県議会議員（5期）。

## 概要
1940年、旧新治郡桜村の生まれ。東京農業大学農学部卒業後、筑波学園病院理事長や茨城県レクリエーション協会会長、茨城県少年軟式野球連盟会長を務め、茨城県議連続5期。
1996年の市長選でつくば市長に就任し、2000年の市長選に於いて再選。3期目をめざした2004年の市長選で、自民県議から転身した市原健一に敗れる。
2008年の市長選にて再出馬するも、つくば市内の100以上の団体の推薦を受けた、現職の市原に再び敗れた。
2015年11月、旭日小綬章受章。

## 著書

### 単著
- 藤澤順一『霞ヶ浦 清らかな水を求めて （ふるさと文庫）』筑波書林、1992年。
- 藤澤順一『生まれ変わる地方政治　「民主主義の先進都市」へのメッセージ　（つくば市長発言録）』窓社、1998年。ISBN 978-4896250022。
- 藤澤順一『発信し続ける地方政治　「民主主義の先進都市」へのメッセージ　（つくば市長発言録）』窓社、1999年。ISBN 978-4896250138。
- 藤澤順一『模索し続ける地方政治　「民主主義の先進都市」へのメッセージ　（つくば市長発言録）』田畑書店、2000年。ISBN 978-4803803006。
- 藤澤順一『挑戦し続ける地方政治　「民主主義の先進都市」へのメッセージ　（つくば市長発言録）』田畑書店、2001年。ISBN 978-4803803020。

### 編著
- 藤澤順一『昭和文農学校』筑波書林、1993年。